# Wikiquote

Biểu trưng của Wikiquote

Wikiquote là một dự án thuộc Quỹ Hỗ trợ Wikimedia, là nơi sưu tầm các trích dẫn, câu ca dao, tục ngữ. Hiện nay người dùng có thể tự do đăng lên những câu thơ, câu ca dao nói về một chủ đề bất kỳ. Dự án này chính thức thành lập từ năm 2002. Vào năm 2004, hai phiên bản tiếng Pháp và tiếng Ba Lan đã đi vào hoạt động. Phiên bản tiếng Việt chính thức hoạt động vào năm 2005. Dự án được tạo ra dựa theo ý tưởng ban đầu của Daniel Alston.

## Lịch sử
| Ngày                      | Mô tả                                                                                                 |
| ------------------------- | --- |
| 27 tháng 6 năm 2003       | Tạm thời đưa vào ngôn ngữ Wolof Wikipedia (wo.wikipedia.com).                                         |
| Ngày 10 tháng 7 năm 2003  | Tên miền phụ được tạo (quote.wikipedia.org).                                                          |
| 25 tháng 8 năm 2003       | Tên miền riêng được tạo (wikiquote.org).                                                              |
| 17 tháng 7 năm 2004       | Ngôn ngữ mới được thêm vào.                                                                           |
| Ngày 13 tháng 11 năm 2004 | Phiên bản tiếng Anh đạt 2.000 trang.                                                                  |
| Tháng 11 năm 2004         | Đạt 24 ngôn ngữ.                                                                                      |
| Tháng 3 năm 2005          | Đạt tổng cộng 10.000 trang. Phiên bản tiếng Anh có gần 3.000 trang.                                   |
| Tháng 6 năm 2005          | Tiếp cận 34 ngôn ngữ, bao gồm một ngôn ngữ cổ điển (tiếng Latin) và một ngôn ngữ nhân tạo (Esperanto) |
| Ngày 4 tháng 11 năm 2005  | Wikiquote tiếng Anh đạt 5.000 trang.                                                                  |
| Tháng 4 năm 2006          | Wikiquote tiếng Pháp bị gỡ xuống vì lý do pháp lý.                                                    |
| Ngày 4 tháng 12 năm 2006  | Wikiquote tiếng Pháp khởi động lại.                                                                   |
| Ngày 7 tháng 5 năm 2007   | Wikiquote tiếng Anh đạt 10.000 trang.                                                                 |
| Tháng 7 năm 2007          | Đạt 40 ngôn ngữ.                                                                                      |
| Tháng 2 năm 2010          | Đạt tổng cộng 100.000 bài viết trong tất cả các ngôn ngữ.                                             |
| Tháng 10 năm 2011         | Nhận bảng xếp hạng 2500 toàn cầu Alexa                                                                |
| Tháng 5 năm 2016          | Đạt tổng cộng 200.000 bài viết trong tất cả các ngôn ngữ.                                             |
| Tháng 1 năm 2018          | Được giới thiệu trong chương trình hợp tác quốc gia giữa các trường và phi lợi nhuận (Ý)              |

Tính đến tháng 9 năm 2016, có tổng cộng 89 phiên bản ngôn ngữ của Wikiquote với 31 trong số đó có hơn 1.000 bài viết; 60 trong số 89 phiên bản Wikiquote có hơn 100 bài viết. 10 dự án ngôn ngữ Wikiquote lớn nhất với hơn 5.000 bài viết sẽ được liệt kê ở đây theo thứ tự giảm dần:
1. Tiếng Anh (hơn 31.000 bài viết)
2. Tiếng Ý
3. Tiếng Ba Lan
4. Tiếng Nga
5. Séc
6. Tiếng Đức
7. Bồ Đào Nha
8. Tiếng Ba Tư
9. Tiếng Tây Ban Nha
10. Tiếng Ukraina